# Hypericum saxifragum
Hypericum saxifragum är en johannesörtsväxtart. Hypericum saxifragum ingår i släktet johannesörter, och familjen johannesörtsväxter.

## Underarter
Arten delas in i följande underarter:
- H. s. eglandulosum
- H. s. saxifragum